# Stát Palestina
Stát Palestina (arabsky دولة فلسطين‎, Dawlat Filastín), zkráceným názvem Palestina (arabsky فلسطين‎, Filasṭīn), je většinově uznávaný stát na Blízkém východě nárokující si suverenitu nad okupovanými palestinskými územími, tedy Západním břehem Jordánu (včetně východního Jeruzaléma), a geograficky odděleným Pásmem Gazy. Hranici sdílí s Izraelem, Jordánskem a Egyptem. Vyhlášeným hlavním městem je Jeruzalém, zatímco Ramaláh slouží jako jeho správní centrum. Gaza byla jeho největším městem až do roku 2023.
Stát byl vyhlášen 15. listopadu 1988 v exilu v Alžírsku přijetím jednostranné deklarace nezávislosti Národní radou Organizace pro osvobození Palestiny (OOP). V době přijetí deklarace nemělo OOP jakoukoli kontrolu nad územím, které si nárokovalo (v té době je ovládal Izrael). Rozsahem se jednalo o nově zkonstruovaná, tzv. palestinská území definovaná podle hranic z roku 1967, přičemž hlavním městem se měl stát Jeruzalém.
Ačkoliv má status pozorovatele a je uznávána mnoha zeměmi, její plné uznání jako státu je blokováno izraelsko-palestinským konfliktem. Fakticky je Západní břeh okupován Izraelem, který palestinským orgánům umožňuje určitou míru autonomního výkonu civilní správy, odstupňovanou podle jednotlivých zón. Obdobný režim byl do roku 2005 i v Pásmu Gazy, ze kterého se však Izrael v letech 2005–2023 zcela stáhl. Navzdory tomu Mezinárodní soudní dvůr vyjádřil názor, že Izrael měl vůči Pásmu Gazy i nadále některé povinnosti okupační mocnosti přiměřené rozsahu, v jakém efektivně ovládal území zejména prostřednictvím pokračující pozemní, námořní a vzdušné blokády hranic. Od podzimu 2023 probíhají především na území Pásma Gazy válka v Pásmu Gazy, která si do května 2025 vyžádala nejméně 52 tisíc obětí.

## Etymologie
Název Palestina odkazuje na indoevropský pelištejský národ, který sídlil v jihozápadní části biblického Kanaánu. Patrně jako součást tzv. mořských národů sem přišli od Středozemního moře (nejspíše z Kréty) v 13. století př. n. l. a usadil se zde. Pelištejci s sebou přinesli mimo jiné znalost zpracování železa, díky čemuž po dlouhou dobu v oblasti dominovali.[zdroj⁠?!] Od jejich příchodu se datuje začátek doby železné v Kanaánu.[zdroj⁠?!]
V této době termín Peliša (Palestina) náleží v přesném slova smyslu jen pelištejskému pětiměstí, zatímco širší oblast se nazývá Kanaán. Jako Palestinu označuje celou „jižní Sýrii“ (tj. dnešní Izrael, Palestinu, Libanon, příp. Jordánsko) poprvé Hérodotos, aby se vyhnul jiným, dvojznačným termínům. V té době (5. stol. př. n. l.) Pelištejci mizí jako samostatné etnikum.
Oficiálně se latinský termín Palaestina začal používat po potlačení druhého židovského protiřímského povstání v roce 135. Tento termín podle dávno zaniklých nepřátel Židů, jako výraz dominance a ponížení, nahradil dřívější název Judaea, aby se vymazala i ve jménu jakákoli vzpomínka na židovský národ, který během necelého jednoho století proti Římu dvakrát povstal. V 7.–11 století označuje do arabštiny převzatý název „Filastín“ správní obvod muslimské velké Sýrie. Od křížových výprav se v Evropě používá pro oblast Blízkého východu název Levanta. V oblasti Palestiny je v 19. století vyčleněna samostatná provincie osmanské říše oficiálně nazývaná Jeruzalémská. Oficiálně se jméno znovu používá od zřízení britské mandátní Palestiny a bylo zvoleno proto, že je známé v Evropě i v muslimském světě. Palestinští Židé si vymohli, že v hebrejštině se název „Palestina“ doplňoval iniciálami pro „Země izraelská“.

## Historie

### Starověk až moderní doba
Region Palestiny byl od starověku křižovatkou kultur, obchodu i náboženství. V době bronzové zde existovaly městské státy Kanaánců, poté v době železné státní útvary Izraelitů. Od té doby se na tomto území vystřídala celá řada říší a království: Novoasyrská říše, Novobabylonská říše, Achaimenovská říše, Makedonská říše, Seleukovská říše, Hasmoneovské království, Římská říše nebo Byzantská říše. Po byzantsko-arabských válkách území v 7. stol. n. l. dobyli Arabové. Následně zde existovaly státní útvary: Rášidský chalífát, Umajjovský chalifát, Abbásovský chalífát, Fátimovský chalífát, Jeruzalémské království, Mamlúcký sultanát a Osmanská říše. Po první světové válce zde Společnost národů vymezila britskou mandátní Palestinu.

### Zrod palestinského nacionalismu
Zrod palestinského nacionalismu lze datovat do období zrodu nacionalismu a národních hnutí jako takových. Mezi palestinskými Araby tyto myšlenky začaly klíčit v době nadvlády tureckých Osmanů v Osmanské říši. Ta spravovala tento region od 16. století coby větší regionální celek Osmanská Sýrie. Hnutí palestinského nacionalismu bylo také součástí rozsáhlejšího hnutí arabského nacionalismu a panarabismu. Po většinu období nadvlády Osmanské říše byly ale palestinské elity většinově loajální osmanské správě. V roce 1876 začala první konstituční éra Osmanské říše, když byl v Konstantinopoli poprvé ustanoven parlament (dvoukomorové Valné shromáždění Osmanské říše). Do dolní komory bylo umožněno zvolení zástupců i z arabských provincií. Palestinští Arabové tak poprvé s dalšími Araby usedli v centrálním politickém orgánu říše. Své zástupce v parlamentu měli znovu po roce 1908, kdy po revoluci mladoturků začala druhá konstituční éra. Palestinští Arabové takto byli zastoupeni v parlamentu po volbách 1877, 1908, 1912 a 1914.
Vedle turecké nadvlády byl od konce 19. století palestinský nacionalismus posilován sílícím sionistickým hnutím v Evropě. Toto hnutí začalo kvůli evropskému antisemitismu a vlastnímu nacionalismu úspěšně prosazovat imigraci evropských Židů do Palestiny coby národní domoviny Židů. Nárok si zakládali jednak na biblickém příslibu Země izraelské a také na základě starověké existence státních útvarů Izraelitů.

### Palestina v osmanském období
Území Palestiny bylo v této době (roky 1516–1917) administrativně rozděleno do různých ejáletů, proto jej nelze brát jako jednotný stát. Palestina byla zároveň chápána jako část většího celku Osmanské Sýrie.
V průběhu let Osmané čelili řadě povstání, které vedly k víceméně autonomní vládě lokálních vládců a jejich rodů. Rody také soupeřily mezi sebou. Osmané se sice snažili o centrální správu provincií, ale ne ve všech obdobích se jim toto dařilo. V dobách, kdy vláda Vysoké porty ztrácela na síle, se ambiciózní představitelé lokálních arabských rodů chopili příležitosti a výboji vytvářeli širší autonomní celky. Mezi nimi byl v 18. století význačným vládcem Daher el-Omar, kterého později Palestinci kvůli jisté autonomii vlády nad Palestinou začali považovat za národního hrdinu. 
V roce 1830 bylo celé území Palestiny sjednoceno v Sidónském ejáletu, který krátce poté dobyl egyptský válí Muhammad Alí Paša, respektive jeho syn Ibrahím Paša. Odpor palestinských elit, venkovanů a beduínů proti egyptské nadvládě poprvé v moderních dějinách sjednotil všechny obyvatele Palestiny. Muhammad Alí Paša byl za pomoci britského vojska v roce 1841 poražen a území Levanty se vrátilo Osmanské říši. Roku 1872 byl zřízen Jeruzalémský mutasarrifát, který na necelé dva měsíce po svém vzniku spojil veškeré území Palestiny do jednoho správního celku. Brzy byl ovšem opět rozdělen a následně ho vymezovala města Jeruzalém, Hebron, Jaffa, Gaza a Beer Ševa. Existoval až do roku 1917.
Po první světové válce padla Osmanská říše a Společnost národů rozdělila její blízkovýchodní části do dočasných mandátních území, které měly spravovat Francie a Spojené království. V roce 1920 Francie ve válce zabránila vzniku Syrského arabského království (tzv. Velké Sýrie) krále Fajsala I. a Palestinu převzali Britové do mandátní správy.

### Britská mandátní Palestina

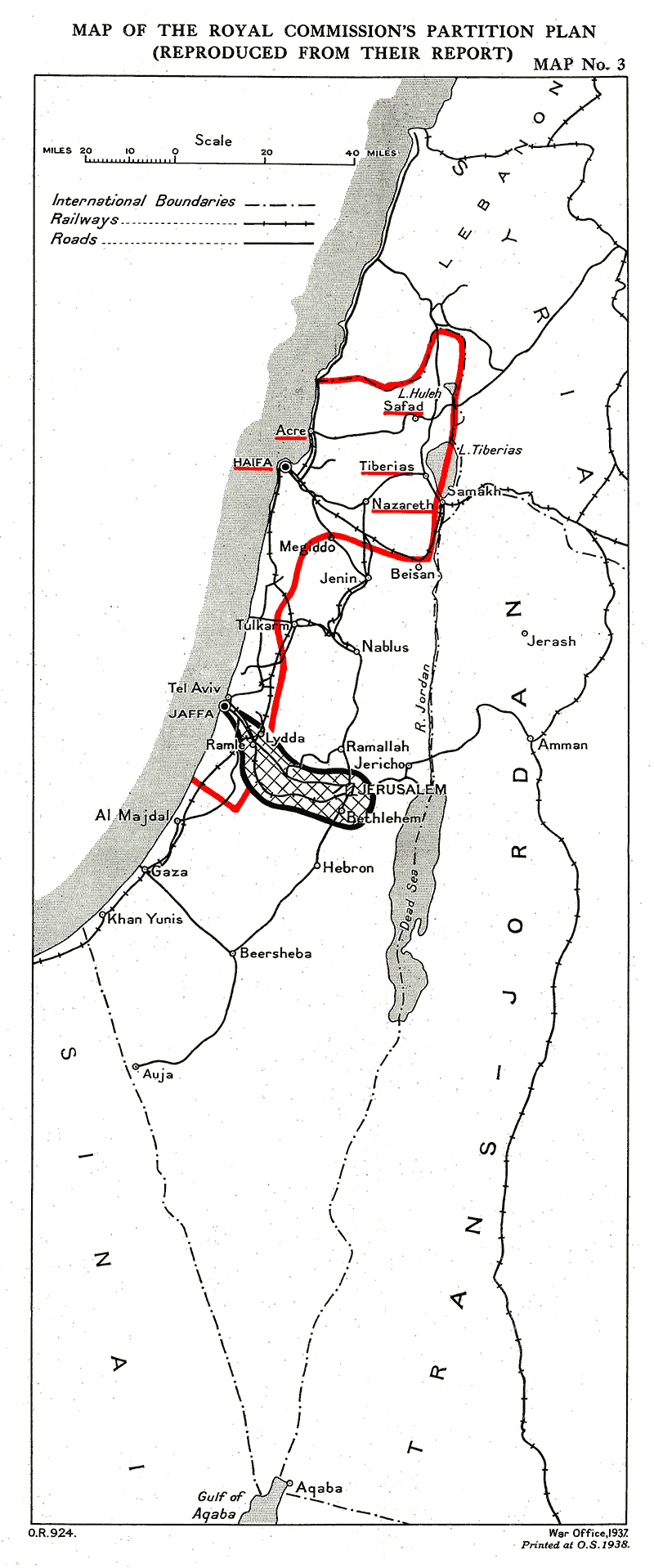
První návrh dvoustátního řešení (tj. rozdělení Palestiny) vytvořený Peelovou komisí v roce 1937

V roce 1917 dobyl Palestinu od Osmanů britský polní maršál Edmund Allenby. Britské jednotky zde byly od té doby přítomny. Proti tomu (a současně proti pokračující židovské imigraci) se postavily některé palestinské arabské elity. Arabské kluby spojené v Muslimsko-křesťanských asociacích následně pořádaly řadu kongresů pod hlavičkou Palestinského arabského kongresu. Na něm delegáti vznášeli oficiální požadavky vůči evropským mocnostem a Společnosti národů. Šlo například nejdříve o požadavek uznání nezávislého Syrského arabského království, ve kterém by měla Palestina autonomní postavení. Dále požadovali zrušení Balfourovy deklarace a nesouhlasili se zavedením mandátní správy a také s židovskou imigrací. Požadavky se v průběhu let vyvíjely. Hlavními postavami kongresů byli starostové Jeruzaléma Árif ad-Dadžání a Musa al-Husajni. Delegáti také argumentovali, že během první světové války britský velící důstojník Henry McMahon v korespondenci s Husajnem ibn Alí al-Hášimem přislíbil Arabům nezávislost, pokud povstanou proti Osmanům. Arabové svou část splnili tzv. arabským povstáním. Britové ovšem dohodu z jejich pohledu nedodrželi. Britové současně neuznali kongres coby zástupce palestinských Arabů a v letech 1920 až 1922 došlo ke schválení a reálnému zavedení britské mandátní správy. Kongresy se přesto scházely až do konce dvacátých let.
Ve dvacátých letech Arabové reagovali na pokračující židovskou imigraci, odprodej půdy Židovskému národnímu fondu a podreprezentaci v britské správě řadou nepokojů, které vyvrcholily v nepokojích z roku 1929. Po nich syrský islámský duchovní a šejch Izz ad-Dín al-Kassám, který byl kvůli boji s Francouzi v Sýrii v palestinském exilu, vedl odbojovou militantní džihádistickou organizaci Černá ruka. Ta přepadávala židovské osady a sabotovala britskou infrastrukturu. V roce 1935 byl al-Kassám britskou armádou zabit a hnutí se rozpadlo. Al-Kassám se později stal vzorem pro jiná radikální islamistická hnutí (například Hamás).
Mezi dvacátými a čtyřicátými lety existovala v Palestině celá řada politických stran a hnutí palestinských Arabů. Ty zastávaly zejména ideologii palestinského nacionalismu s požadavkem nezávislosti arabského státu v Palestině. Šlo například o následující strany: Palestinská arabská strana, Strana národní obrany, Strana nezávislosti, Reformní strana a v některých ohledech mezi ně spadala i Palestinská komunistická strana. Palestinské národnostní hnutí bylo poznamenáno rivalstvím význačných rodů al-Husajní (Amín al-Husajní, Džamál al-Husajní, Musa al-Husajni, Salím al-Husajní, Husajn al-Husajní) a an-Našášíbí (Rághib an-Našášíbí). Většina arabských národnostních stran byla zakázána v roce 1937 během arabského povstání v Palestině.
V roce 1936 založil Amín al-Husajní Vysoký arabský výbor a tři roky vedl arabské povstání v Palestině. Mezi jeho požadavky patřilo zastavení židovské imigrace a vyhlášení samostatného nezávislého arabského státu v Palestině. Britská správa reagovala zřízením vyšetřovací Peelovy komise, která v roce 1937 poprvé navrhla tzv. dvoustátní řešení konfliktu. V roce 1939 byla Brity uzákoněna tzv. MacDonaldova bílá kniha, která zaručovala vznik arabského státu s židovskou menšinou a výrazně omezovala židovskou imigraci do Palestiny. Ve třicátých a čtyřicátých letech byla situace natolik vyhrocená, že docházelo k celé řadě násilných činů. Ze strany jišuv je páchaly polovojenské oddíly Hagana, Irgun a Lechi.
Po potlačení arabského povstání se jeruzalémský muftí Amín al-Husajní uchýlil do Libanonu a později do Iráku. Během svého exilu se začal spojovat s italskými fašisty a německými nacisty, u nichž hledal podporu arabské nezávislosti a potlačení zrodu židovského státu. Nicméně toto neznamená, že by s ním souhlasili všichni Arabové. Britové měli během druhé světové války na své straně například Arabské legie. Obdobně hledali u nacistů proti Britům podporu členové židovské organizace Lechi, ale Britové měli na své straně Židovské brigády. 

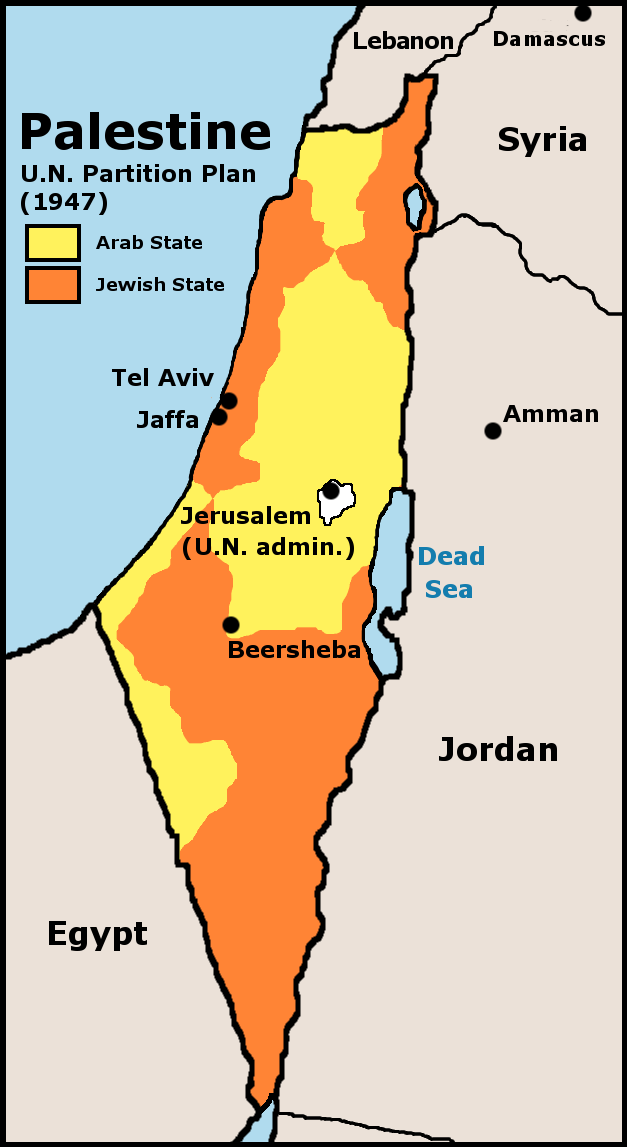
Návrh dvoustátního řešení (tj. rozdělení Palestiny) vytvořený Zvláštní komisí OSN pro Palestinu v roce 1947

Po druhé světové válce byla situace mezi Araby, Židy a britskou správou nadále vyhrocená. Britové nakonec nevěděli, jak nastalou situaci řešit a tak v roce 1947 předali tento problém k řešení Organizaci spojených národů. Ta sestavila zvláštní komisi pro Palestinu (UNSCOP), která posléze připravila plán na rozdělení Palestiny. Tento plán byl v roce 1947 schválen Valným shromážděním OSN.

### Občanská válka v mandátní Palestině a první arabsko-izraelská válka
V roce 1947 vypukla občanská válka v mandátní Palestině, na kterou po odchodu britské správy a vyhlášení státu Izrael v květnu 1948 navazovala první arabsko-izraelská válka. V občanské válce se střetly arabské milice (například Armáda svaté války nebo Arabská osvobozenecká armáda) s židovskými milicemi (Hagana, Irgun, Lechi, Palmach).
První arabsko-izraelská válka byl již širší konflikt, při kterém na právě vyhlášený stát Izrael zaútočily okolní arabské státy. Válka vyústila v letech 1948–1949 územními zisky pro Izrael (oproti vymezení OSN) a vyhnáním a útěkem palestinských Arabů do okolních zemí. Část uprchlíků skončila na palestinských územích Pásma Gazy a Západního břehu Jordánu. Západní břeh Jordánu v první arabsko-izraelské válce dobylo Zajordánsko a deklarovalo jeho anexi. Pásmo Gazy získalo Egyptské království, které zde zřídilo Všepalestinský protektorát s vlastní vládou.

### Arabsko-izraelské války a osvobozenecké organizace
Po poválečném rozdělení regionu Palestiny mezi Izrael, Egypt a Jordánsko se národní hnutí palestinských Arabů rozpadlo. Starší generace palestinských politiků a představitelů národního hnutí uprchla do exilu a ztratila vliv. Nové podmínky, kdy polovina arabských obyvatel mandátní Palestiny byla vysídlena či uprchla do okolních zemí, přinesly nová národní hnutí, která lze označit za osvobozenecká, jelikož jejich cílem bylo ozbrojeným bojem získat zpět ztracená území. Mezi uprchlíky, žijícími v uprchlických táborech, se takto zformovaly odbojové skupiny známější pod označením fedajíni. V roce 1959 vzniklo hnutí Fatah (zkratka pro „Palestinské národně osvobozenecké hnutí“) a roku 1967 Lidová fronta pro osvobození Palestiny. Ty společně s dalšími menšími odbojovými skupinami založily v roce 1967 Organizaci pro osvobození Palestiny, jejíž tváří se stal Jásir Arafat. Tato forma ozbrojeného partyzánského boje o stát přetrvala celou druhou polovinu 20. století.
V padesátých letech 20. století se nové palestinské odbojové hnutí teprve rodilo. Hlavní konflikt byl v této době veden mezi Izraelem a Egyptem (například Suezská krize). Egyptský prezident Gamál Násir tehdy využíval izraelsko-palestinského konfliktu ve prospěch své vize Sjednocené arabské republiky, jejíž součástí měla být i Palestina.
Po šestidenní válce v roce 1967 Izrael obsadil Západní břeh Jordánu a Pásmo Gazy a od té doby si je udržuje pod kontrolou. V obou územích tehdy začal s ilegální výstavbou osad. V roce 1980 Izrael oficiálně začlenil východní Jeruzalém do Jeruzaléma a celé město prohlásil za své hlavní město. Toto začlenění, ačkoli se nikdy formálně nejednalo o legální anexi, bylo mezinárodně odsouzeno a Radou bezpečnosti OSN prohlášeno za „neplatné“. Palestinská autonomie, OSN, mezinárodní právní a humanitární orgány a mezinárodní společenství považují východní Jeruzalém za součást Západního břehu Jordánu, a tudíž za součást palestinských území. Palestinská autonomie nad touto oblastí nikdy neuplatňovala suverenitu, ačkoli zde sídlí některé její kanceláře. Mezinárodní společenství izraelskou svrchovanost nad východním Jeruzalémem neuznalo s odůvodněním, že jednostranná anexe území okupovaného během války je v rozporu se čtvrtou Ženevskou úmluvou. Náklady Izraele na okupaci za čtyři desetiletí (1967–2007) se odhadují na 50 miliard dolarů. Světová banka odhaduje roční náklady izraelské okupace pro palestinskou ekonomiku v roce 2013 na 3,4 miliardy dolarů.

### Stát Palestina

#### Vznik palestinského státu
Summit Ligy arabských států v roce 1974 prohlásil Organizaci pro osvobození Palestiny (OOP) „jediným legitimním zástupcem palestinského lidu a zdůraznil jeho právo na založení nezávislého státu“. Dne 22. listopadu 1974 získala OOP pozorovatelský status „nestátní entity“ v Organizaci spojených národů, díky čemuž měla možnost vystupovat před Valným shromážděním OSN, ale nemohla hlasovat. Po vyhlášení nezávislosti Valné shromáždění tuto deklaraci oficiálně „vzalo na vědomí“ a od té doby používalo při zmínce o palestinském stálém zástupci název Palestina namísto Organizace pro osvobození Palestiny.
V roce 1988, kdy OOP hodlala vyhlásit palestinský stát, se Jordánsko vzdalo všech územních nároků na Západní břeh Jordánu, včetně východního Jeruzaléma. V roce 1993, na základě dohod z Osla, přešly části území politicky pod jurisdikci Palestinské autonomie (oblasti A a B). Izrael stále vykonával plnou vojenskou kontrolu a civilní kontrolu nad 61 % Západního břehu Jordánu (oblast C). Dohody z Osla zavedly přístup k moři pro Pásmo Gazy do vzdálenosti 20 námořních mil (37 km) od pobřeží. V souvislosti s gazsko-izraelským konfliktem byla tato hranice Berlínským závazkem z roku 2002 snížena na 12 námořních mil (22 km). V říjnu 2006 Izrael zavedl omezení na 6 námořních mil (11 km) a v závěru války v Gaze v letech 2008–2009 omezil přístup na 3 námořní míle (5 km), za nimiž existuje zakázaná zóna. V důsledku toho byl v roce 2012 více než 3 000 palestinským rybářům odepřen přístup do 85 % námořních oblastí dohodnutých v roce 1995. Většina území Mrtvého moře je pro Palestince zakázána a Palestincům je odepřen přístup k jeho pobřeží.
V roce 1993 Izrael uznal v rámci mírových dohod z Osla vyjednávací tým OOP za „zástupce palestinského lidu“ a OOP v reakci na to uznala právo Izraele na existenci v míru, přijala rezoluce Rady bezpečnosti OSN č. 242 a 338 a zřekla se „násilí a terorismu“. Na základě mírových dohod z Osla vznikl prozatímní orgán Palestinská autonomie (též Palestinská samospráva), který vládl na části palestinských území (Západní břeh Jordánu a Pásmo Gazy), vymezených několika izraelsko-palestinskými dohodami z 90. let 20. století. V roce 1996 se konaly první všeobecné volby. 
V letech 1997 a 1998 pokračoval mírový proces podepsáním Hebronského protokolu a Memoranda od Wye River. První znamenala předání většiny posledního velkého palestinského města Arabům (Hebronu) a druhá pak předání 13 % Západního břehu Palestincům.

#### Období druhé intifády a rozdělení správy mezi Hamás a Fatah
Po ztroskotání mírových jednání v roce 1999 vypukla na palestinských územích druhá intifáda, která trvala mezi lety 2000 a 2005. Roku 2002 započal Izrael na palestinském území Západního břehu Jordánu, za tzv. zelenou linií, s výstavbou separační bariéry. V roce 2004 Mezinárodní soudní dvůr v Haagu v rozsudku uvedl, že výstavba bezpečnostní bariéry je ilegální a porušuje mezinárodní právo. Její výstavbou na palestinském území se Izrael dopustil ilegální konfiskace půdy a majetků a současně dané území de facto anektoval. Soud současně nařídil Izraeli zboření zdi. Izrael rozsudek odmítl.
Po smrti Jásira Arafata v roce 2004 se v lednu 2005 konaly druhé prezidentské volby, ve kterých byl zvolen Mahmúd Abbás (Fatah). Izrael v roce 2005 po mezinárodním nátlaku jednostranně opustil Pásmo Gazy. V roce 2006 se konaly parlamentní volby do Palestinské legislativní rady, ve kterých zvítězilo hnutí Hamás (se ziskem 44,45 % hlasů). V roce 2007 provedl Hamás v Pásmu Gazy převrat a zcela zde převzal moc. Palestinská autonomie, vedená hnutím Fatah, následně odmítla vládu Hamásu a vytvořila vlastní vládu, která má ovšem pod kontrolou jen Západní břeh Jordánu. V Palestině tak de facto začalo dvojvládí.
Izrael na převzetí moci islamistickým Hamásem v Pásmu Gazy reagoval zavedením blokády, na které se začal podílet i Egypt. Různé humanitární organizace označily blokádu za nelegální a za uplatňování kolektivní viny. Podle OSN šlo o porušování lidských práv a mezinárodního práva. Následně vedl proti Hamásu řadu vojenských operací či válek. Nejničivější z nich byly války s izraelským kódovým označením Operace Lité olovo (2008) a Operace Ochranné ostří (2014), ve kterých zemřely nižší jednotky tisíc lidí, zejména civilistů.
Po revoluci z roku 2011 během tzv. Arabského jara Egypt zrušil blokádu Pásma Gazy a otevřel hranice. Ty zůstaly otevřené i během vlády prezidenta Muhammada Mursího. Egyptská blokáda byla znovu obnovena po vojenském převratu v Egyptě v roce 2013.
V dubnu 2011 uzavřely obě strany vnitropalestinského sporu (Fatah a Hamás) dohodu o usmíření, ale její implementace nebyla naplněna zejména pro aspirace Hamásu na ovládnutí Západního břehu.
Dne 29. listopadu 2012 rezoluce Valného shromáždění OSN č. 67/19 znovu potvrdila „právo palestinského lidu na sebeurčení a nezávislost ve svém Státě Palestina na palestinském území okupovaném od roku 1967“ a rozhodla „udělit Státu Palestina status nečlenského pozorovatelského státu v OSN“ (pro tento krok hlasovalo 138 zejména muslimských a evropských států, 9 hlasovalo proti a 41 se zdrželo). Následující měsíc bylo v právním memorandu OSN uznáno, že Palestina dává přednost názvu „Stát Palestina“ s Mahmúdem Abbásem v čele. Bylo konstatováno, že neexistuje žádná právní překážka pro používání termínu „Palestina“ pro označení zeměpisné oblasti palestinského území. Bylo rovněž vysvětleno, že neexistuje žádná překážka, která by bránila dalšímu používání termínu „okupované palestinské území včetně východního Jeruzaléma“ nebo jiné terminologie, kterou by mohlo běžně používat Valné shromáždění OSN. ISO přijala změnu názvu v roce 2013. Rada bezpečnosti OSN nadále považuje Palestinu za „nesuverénní entitu“, což brání jejímu přijetí do Valného shromáždění OSN jako plnoprávného členského státu. Izraelské vlády trvají na tom, že dotčená oblast je předmětem územního sporu. Rozsah území je sice předmětem budoucích jednání, ale Palestinská autonomie jej často nově označuje jako Zelenou linii. Od vyhlášení palestinské nezávislosti v roce 1988 uznalo Stát Palestina 147 členských států OSN. Izrael a většina západních zemí včetně Spojených států jej neuznala.
V roce 2014 se Fatah a Hamás dohodly na uspořádání voleb a vytvoření kompromisní vlády národní jednoty. Vláda přežila konflikt mezi Izraelem a Gazou v roce 2014, ale 17. června 2015 byla rozpuštěna poté, co prezident Abbás prohlásil, že není schopna působit v Pásmu Gazy.
Vláda Hamásu v Pásmu Gazy byla od roku 2008 financována Katarem, který také od roku 2012 hostil exilové vedení Hamásu, které se tam přesunulo ze Sýrie. Miliony dolarů na provoz vlády a služeb byly každý měsíc posílány v hotovosti přes území Izraele. Izraelský premiér Benjamin Netanjahu toto umožňoval coby součást své taktiky „rozděl a panuj“. Od té si sliboval, že pokud bude v Pásmu Gazy vládnout Hamás a na Západním břehu Jordánu Palestinská autonomie v čele s Fatahem, budou Palestinci rozděleni a oslabí to jejich úsilí o uznání jejich státu.

#### Palestina po roce 2023
Dne 7. října 2023 provedl Hamás a další ozbrojené skupiny z Pásma Gazy útok na Izrael, který vyústil ve válku, ve které zemřelo přes padesát tisíc Palestinců a došlo k destrukci sídel v Pásmu Gazy. Šlo do té doby o nejničivější vojenský konflikt v historii moderní Palestiny. Izrael během války prováděl vojenské invaze i na Západní břeh Jordánu. Prezident Palestinské autonomie Abbás obvinil Hamás z prodlužování války a posilování Izraele. Naopak Hamás obvinil Abbáse ze spolupráce s Izraelem. Abbás následně apeloval na OSN, aby tlačila na diplomatické ukončení války.
V dubnu 2024 Spojené státy americké vetovaly palestinskou žádost o uznání plného členství v OSN. Ostatní státy Rady bezpečnosti byly pro (dva členové se volby neúčastnily).
Mezinárodní soudní dvůr ve svém poradním stanovisku z července 2024 uvedl, že izraelská přítomnost na okupovaných palestinských územích je nezákonná a musí skončit co nejdříve, Izrael musí ukončit veškeré nové osidlování okupovaného území a současné osadníky evakuovat a zaplatit reparace za způsobené škody. Zároveň situaci na Západním břehu přirovnal k apartheidu. Na základě tohoto stanoviska Valné shromáždění OSN schválilo v září 2024 rezoluci, ve které Izraeli nařizuje ukončit okupaci do jednoho roku.

## Státní symboly

### Vlajka
Palestinská vlajka je tvořena listem o poměru stran 1:2, který se skládá ze tří vodorovných pruhů v barvách: černého, bílého a zeleného, s červeným klínem u žerdi, jež dosahuje do třetiny délky listu.

### Hymna
Palestinská hymna je píseň Fida'i. Hudbu složil Ali Ismael, text napsal Said Al Muzayin. V roce 1996 nahradila předchozí hymnu Mawṭinī, současnou iráckou hymnu.

## Státní instituce

### Vládní instituce
Palestina je poloprezidentská republika. Vládní instituce jsou do značné míry propojené se strukturou Organizace pro osvobození Palestiny (OOP).
Nejvyšším orgánem OOP je Výkonný výbor OOP, který zastává exekutivní roli vlády Palestiny. Předseda Výkonného výboru je také předsedou OOP. Obě funkce od roku 2004 zastává Mahmúd Abbás. 
Zákonodárným sborem je Palestinská legislativní rada. Coby exilový parlament funguje Palestinská národní rada v rámci OOP. Palestinská národní rada má reprezentovat nejen Palestince v palestinských územích, ale také uprchlíky a Palestince v diaspoře. Pokud rada nezasedá, zákonodárná iniciativa přechází na Palestinskou ústřední radu, která je také součástí OOP.
Specifickou funkcí je prezident Palestinské autonomie, což je funkce spojená s původně prozatímním orgánem Palestinská autonomie (oficiálně Palestinská národní správa), která má na základě Dohod z Osla spravovat palestinské enklávy na Západním břehu Jordánu a Pásmo Gazy. Prezident Palestinské autonomie v letech 2003 až 2013 jmenoval předsedu vlády Palestinské autonomie. V souvislosti s uznáním Palestiny nečlenským státem OSN došlo v roce 2013 k přejmenování funkcí na předsedu vlády Státu Palestina a prezidenta Státu Palestina.
V roce 1988 byla vydána Deklarace nezávislosti Státu Palestina. V roce 2002 byl předložen tzv. Základní zákon, tj. návrh ústavy pro budoucí plnoprávný stát.
Správně je Palestina od roku 2007 rozdělena na Západní břeh Jordánu a Pásmo Gazy. Na Západním břehu Jordánu vládne sekulární strana Fatah, zatímco v Pásmu Gazy militantní a islamistická strana Hamás. Podle neziskové organizace Freedom House spravuje Palestinská autonomie Západní břeh Jordánu autoritářským způsobem, včetně represí aktivistů a novinářů kritizujících vládu. Hamás rovněž vládl Pásmu Gazy autoritářsky.

### Školství
Palestinský vzdělávací systém zahrnuje povinný základní stupeň pokrývající 1. až 10. ročník, rozdělený na přípravnou fázi (1. až 4. ročník) a fázi prohlubující (5. až 10. ročník). Nepovinné sekundární vzdělávání zahrnuje 11. a 12. ročník s možností všeobecného sekundárního vzdělávání a několik středních odborných škol. Terciární vzdělávání nabízí 11 univerzit (10 soukromých a jedna veřejná), 11 technických vysokých škol (4 vládní, 2 zřízené UNRWA, 4 veřejné a 1 soukromá), které nabízejí převážně čtyřleté studijní programy.
Ministerstvo školství a vyššího vzdělávání bylo založeno v roce 1996. K roku 2003 tvořily státní výdaje na školství 17,9 % státního rozpočtu.
Během války Izraele s Hamásem utrpělo do července 2024 všech 19 univerzit v Gaze vážné poškození, 80 % univerzitních budov bylo zničeno, 103 akademiků bylo zabito a 90 000 studentů v té době zapsaných ve vysokoškolském vzdělávání již nemohlo pokračovat ve studiu.

## Demografie

### Palestinci
Palestinský centrální statistický úřad (PCBS) odhaduje počet Palestinců v polovině roku 2009 na 10,7 milionu, přičemž 3,9 milionu žije na palestinském území (36,6 %), 1,2 milionu v Izraeli (11,5 %), 5,0 milionu v arabských zemích (46,2 %) a 0,6 milionu v ostatních zemích (5,7 %).
Podle deníku The Guardian (2008) patří palestinská území k místům s nejrychleji rostoucím počtem obyvatel na světě – za posledních deset let (2008) vzrostl jejich počet o 30 %. Na Západním břehu Jordánu a v Pásmu Gazy žilo 3,76 milionu Palestinců, o deset let dříve to bylo 2,89 milionu.
Podle United States Census Bureau činil nárůst počtu obyvatel v Pásmu Gazy a na Západním břehu Jordánu od roku 1990 do roku 2008 106 %, z 1,9 milionu (1990) na 3,9 milionu osob.
Podle Palestinského centrálního statistického úřadu byla hustota zalidnění na palestinském území v roce 2009 654 obyv. / km2, 433 obyv. / km2 na Západním břehu Jordánu včetně Jeruzaléma a 4 073 obyv. / km2 v Pásmu Gazy. V polovině roku 2009 činil podíl obyvatel mladších 15 let 41,9 % a starších 65 let 3 %.
| Počet obyvatel v milionech (polovina roku)    | Počet obyvatel v milionech (polovina roku) | Počet obyvatel v milionech (polovina roku) | Počet obyvatel v milionech (polovina roku) |
| Rok                                           | Západní břeh Jordánu                       | Pásmo Gazy                                 | Celkem                                     |
| --------------------------------------------- | ------------------------------------------ | ------------------------------------------ | ------------------------------------------ |
| 1970                                          | 0,69                                       | 0,34                                       | 1,03                                       |
| 1980                                          | 0,90                                       | 0,46                                       | 1,36                                       |
| 1990                                          | 1,25                                       | 0,65                                       | 1,90                                       |
| 2000                                          | 1,98                                       | 1,13                                       | 3,11                                       |
| 2004                                          | 2,20                                       | 1,30                                       | 3,50                                       |
| 2008                                          | 2,41                                       | 1,5                                        | 3,91                                       |
| 2010                                          | 2,52                                       | 1,60                                       | 4,12                                       |
| Zdroj: United States Census Bureau            |                                            |                                            |                                            |
| 2006                                          | 2,5                                        | 1,5                                        | 4,0                                        |
| 2009                                          | 2,48                                       | 1,45                                       | 3,94                                       |
| Zdroj: Palestinský centrální statistický úřad |                                            |                                            |                                            |

| Region               | Počet obyvatel |
| -------------------- | -------------- |
| Západní břeh Jordánu | 2 568 555      |
| Východní Jeruzalém   | 192 800        |
| Pásmo Gazy           | 1 657 155      |

### Náboženství
Drtivá většina Palestinců jsou muslimové. Téměř všichni palestinští muslimové jsou sunnité, i když na Západním břehu Jordánu žije několik desítek konvertitů k ahmadíjskému islámu. Podle článku 4 palestinské ústavy „Islám je v Palestině oficiálním náboženstvím. Respektuje se posvátnost všech ostatních božských náboženství“. Křesťané tvoří asi 1 až 2 % obyvatel palestinských území. Počet křesťanů v Pásmu Gazy se odhaduje na přibližně 3 000. Ve vesnici Kirjat Luza na hoře Gerizim na Západním břehu Jordánu žije také asi 370 Samaritánů, kteří mají palestinské i izraelské občanství. Počet židovských osadníků na Západním břehu se ke konci roku 2012 odhaduje na 341 000 a ve východním Jeruzalémě na více než 200 000.

### Jazyk
Úředním jazykem státu Palestina je arabština. Palestinská arabština je vernakulárním jazykem. Hojně se používá hebrejština a angličtina. Hebrejština je rodným jazykem 16,1 % obyvatel a pro mnoho dalších Palestinců je hebrejština druhým nebo třetím jazykem.

### Izraelští osadníci

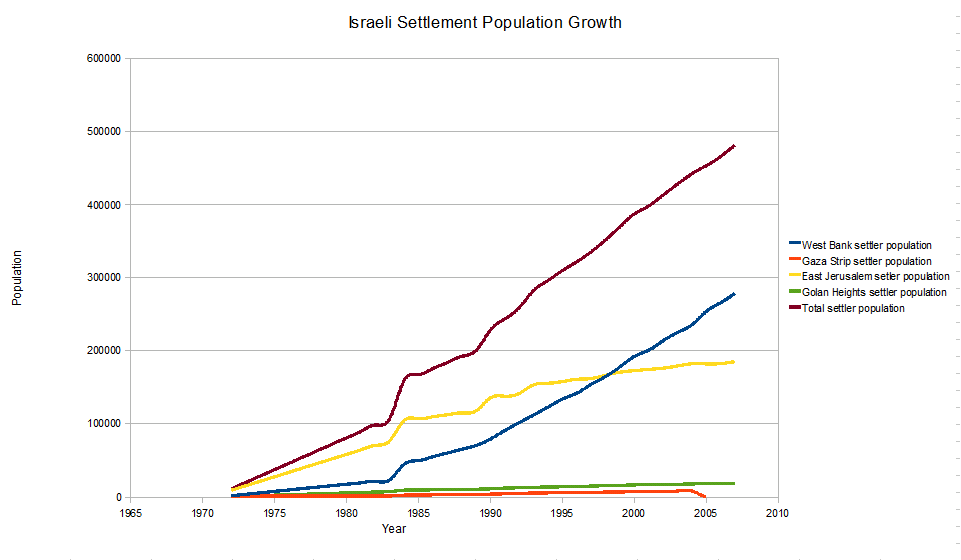
Počet osadníků, 1972 až 2007: žlutá = východní Jeruzalém; modrá = zbytek Západního břehu Jordánu

Podle odhadů PCBS žilo v roce 2012 na Západním břehu Jordánu přibližně 564 000 izraelských osadníků. Přibližně 203 000 z nich bylo usazeno ve východním Jeruzalémě (oblast J1 guvernorátu Jeruzalém) a 346 000 na zbývajícím Západním břehu.
V souladu se svou politikou Jeruzaléma jako jednotného a nedělitelného hlavního města Izraele Izrael nezveřejňuje přesné údaje o počtu osadníků ve východním Jeruzalémě. Spíše jsou uváděny počty Izraelců v oblasti Judea a Samaří. Nezávisle na politickém složení následujících vlád Izraele počet osadníků na Západním břehu od roku 1967 rychle a relativně přímočaře rostl (viz graf). Izraelský centrální statistický úřad napočítal koncem roku 2012 v oblasti Judea a Samaří, která nezahrnuje Jeruzalém, přibližně 341 000 osadníků.

## Mezinárodní uznání

Mapa s vyznačením států uznávající Stát Palestinu (zeleně)

K 5. únoru 2025 uznalo Stát Palestina celkem 147 ze 193 členských států OSN (více než 75 %). Některé státy, které tento stát neuznaly, uznávají OOP jako zástupce palestinského lidu. V květnu 2024 vyzvalo Valné shromáždění OSN Radu bezpečnosti OSN ke schválení plnohodnotného členství státu v organizaci. Několik zemí (např. Španělsko či Norsko) tak posléze učinilo.

### Postoj České republiky
Stát Palestina uznala ČSSR v roce 1988. Do té doby v ČSSR existovalo od roku 1976 zastoupení Organizace pro osvobození Palestiny (OOP), od roku 1983 s diplomatickým statusem. Zastoupení Palestinské národní správy (PNS) v Česku nese označení Velvyslanectví Státu Palestina od února roku 1989. ČR uznala všechny státy, které ke dni 31. prosince 1992 uznávalo Československo, a to čl. 5 odst. 1 ústavního zákona č. 4/1993 Sb., o opatřeních souvisejících se zánikem ČSFR, tedy teoreticky i Stát Palestina.
| „                                | Uznání vyhlášení palestinského státu byl politický akt poplatný tehdejší politice a uspořádání mezinárodních vztahů. Palestinský stát nesplňoval podmínky státnosti podle mezinárodního práva, čehož si byla československá vláda plně vědoma. | “ |
| — Ministerstvo zahraničních věcí | |   |

V současné době ale ministerstvo zahraničních věcí uznání odmítá a zastává názor, že k uznání palestinského státu ze strany ČR prozatím nedošlo. Podle premiéra Petra Fialy „nemá smysl uznávat stát ve chvíli, kdy není jasné, co to je, kdo ho představuje a na jakém území se nachází“. Na tom se shoduje i s prezidentem Petrem Pavlem, dle něj samotné uznání Palestiny bez nynějších předpokladů pro existenci státu moc smyslu nedává, je to spíše politické gesto. „Tím, že někdo palestinský stát uzná, tak ten stát nevznikne. Vidíme jako Česká republika jednoznačně řešení ve státním uspořádání pro Palestince ve dvoustátí, ale jeho technické provedení musí být součástí detailních jednání.“
Aktuálně je v ČR tolerován status quo palestinského zastoupení v Praze, a to přesto, že vláda reciproční vztahy se Státem Palestina neudržuje, ale jedná jen s palestinskou samosprávou. Mírové dohody z Osla z roku 1993 zahraniční zastoupení Palestinské národní správy sice formálně nepřipouštějí, nicméně kodifikují zachování úrovně již existujících diplomatických misí. Tento postoj je v souladu s politikou Evropské unie.